# Городецк (Архангельская область)
Городецк — деревня в Пинежском районе Архангельской области.
Входит в состав МО «Сурское».

## География
Деревня расположилась на левом берегу реки Мысовая (Поганца), у её впадение в реку Пинега. Относительно Пинеги деревня расположена на правом берегу.

## История
До 1933 года деревня имела другое название — Поганец (от латинского paganys — «языческий»). В 1933 году деревня была переименована из-за «неблагозвучного названия». В 1935 году Поганецкий сельсовет Карпогорского района Северного края был переименован в Городецкий сельсовет. В 1954 году Городецкий сельсовет Карпогорского района Архангельской области был присоединён к Сурскому сельсовету.

## Население
| 2002 | 2010 | 2012 |
| ---- | ---- | ---- |
| 381  | ↘313 | →313 |